# Tylex
Tylex Letovice, akciová společnost je textilní podnik v moravských Letovicích.

## Historie předchůdce Tylexu

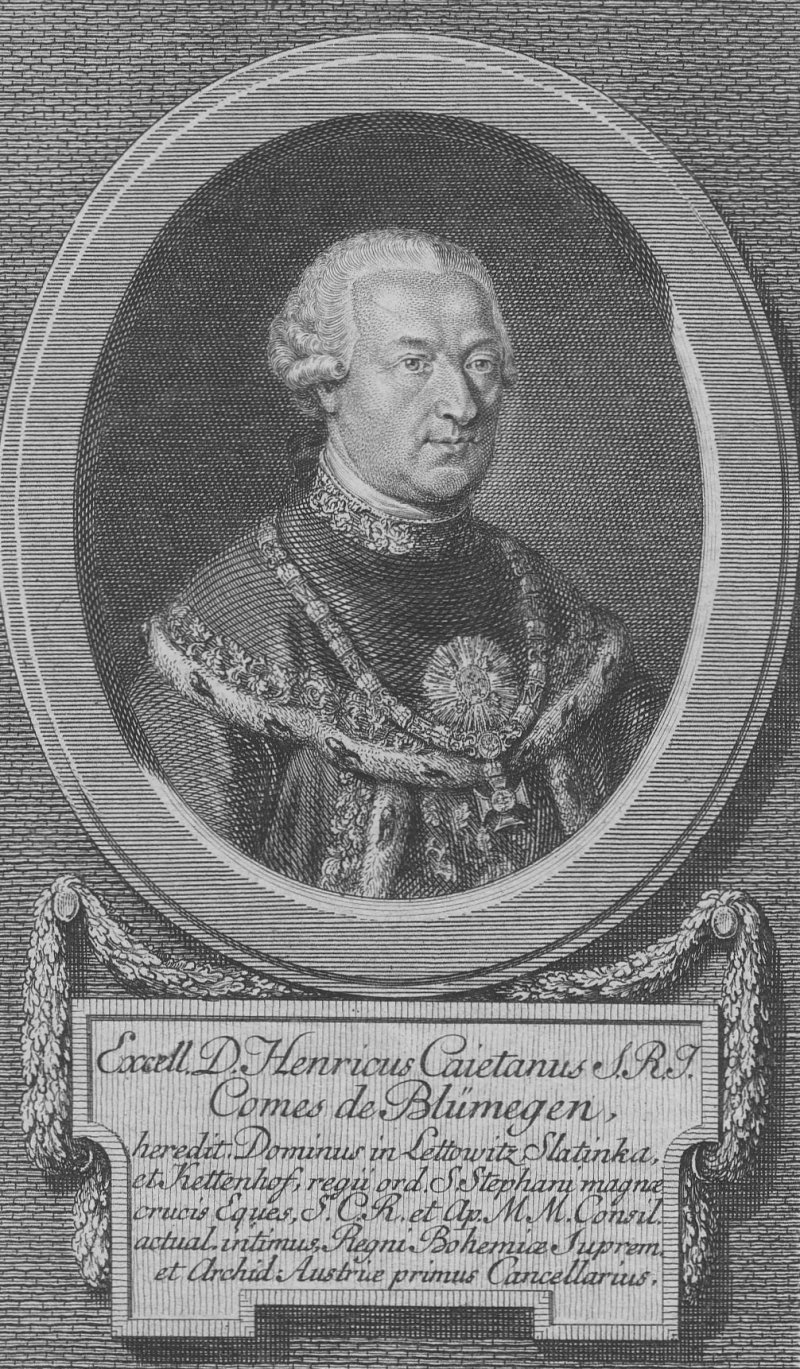
Zakladatel letovické manufaktury Jindřich Kajetán Blümegen

V roce 1750 založil hrabě Jindřich Kajetán z Blümegenu (s podporou rakousko-uherské vlády) na svém panství v Letovicích tkalcovskou manufakturu, ke které připojil v roce 1755 bělidlo lněných tkanin. V roce 1765 začala manufaktura zpracovávat také bavlněnou přízi (na 40 stavech z celkových 160) a od roku 1781 byla v provozu kartounka (15 stolů). V té době zaměstnával Blümegen asi 1200 domáckých přadlen, 170 lidí ve tkalcovně a cca 90 v kartounce. Vedoucí funkce zastávali odborníci, kteří přišli většinou ze zahraničí. Manufaktura přinášela roční zisk až 10 000 zlatých.
V roce 1810 vyrobila manufaktura (na 600 stavech) cca 40 000 „kusů“ bavlněných tkanin (1 „kus“ (stůčka) plátna = cca 42 m), které se prodávaly hlavně do Pruska. Potom se však firma dostala do značných finančních potíží. V roce 1818 dosáhla výroba jen asi 8000 kusů a v roce 1820 byl provoz zastaven.
V roce 1832 koupil firmu (za 20 000 zlatých) obchodník Baum se záměrem nahradit manufakturní kartounku průmyslovou výrobou krajek. Jediné k tomu nutné stroje se tehdy vyráběly jen v Anglii, jejich vývoz byl však přísně zakázán. Baum vyřešil tento problém tak, že koupil v Anglii několik strojů (bobinetů), nechal je tam rozložit a jednotlivé díly propašovat do Rakousko-Uherska. V Letovicích nechal stroje smontovat a v roce 1834 tam začala první strojní výroba krajek na evropském kontinentě.
Ve stejném roce Baum prodal firmu svému švagrovi, vídeňskému obchodníkovi Moritzi Faberovi, který ji dále vedl se společníkem pod názvem Tull anglais Fabrik, L. Damböck und M. Faber zur Lettowitz. Podnik pak zaměstnával např. v roce 1890 asi 400 a v roce 1904 už 1000 lidí na bobinetech a od roku 1908 také na paličkovacích strojích. Po značném omezení výroby v době 1. světové války byla např. v roce 1929 zaznamenána výroba 1,6 milionů metrů krajek. Během 2. světové války se v prostorách firmy vyráběly jen součástky pro zbrojní půmysl.
V roce 1945 se vnuk zakladatele firmy (fanatický nacista) Artur Faber vyhnul zatčení včasným útěkem, firma byla zabavena československým státem.

## Vývoj firmy Tylex

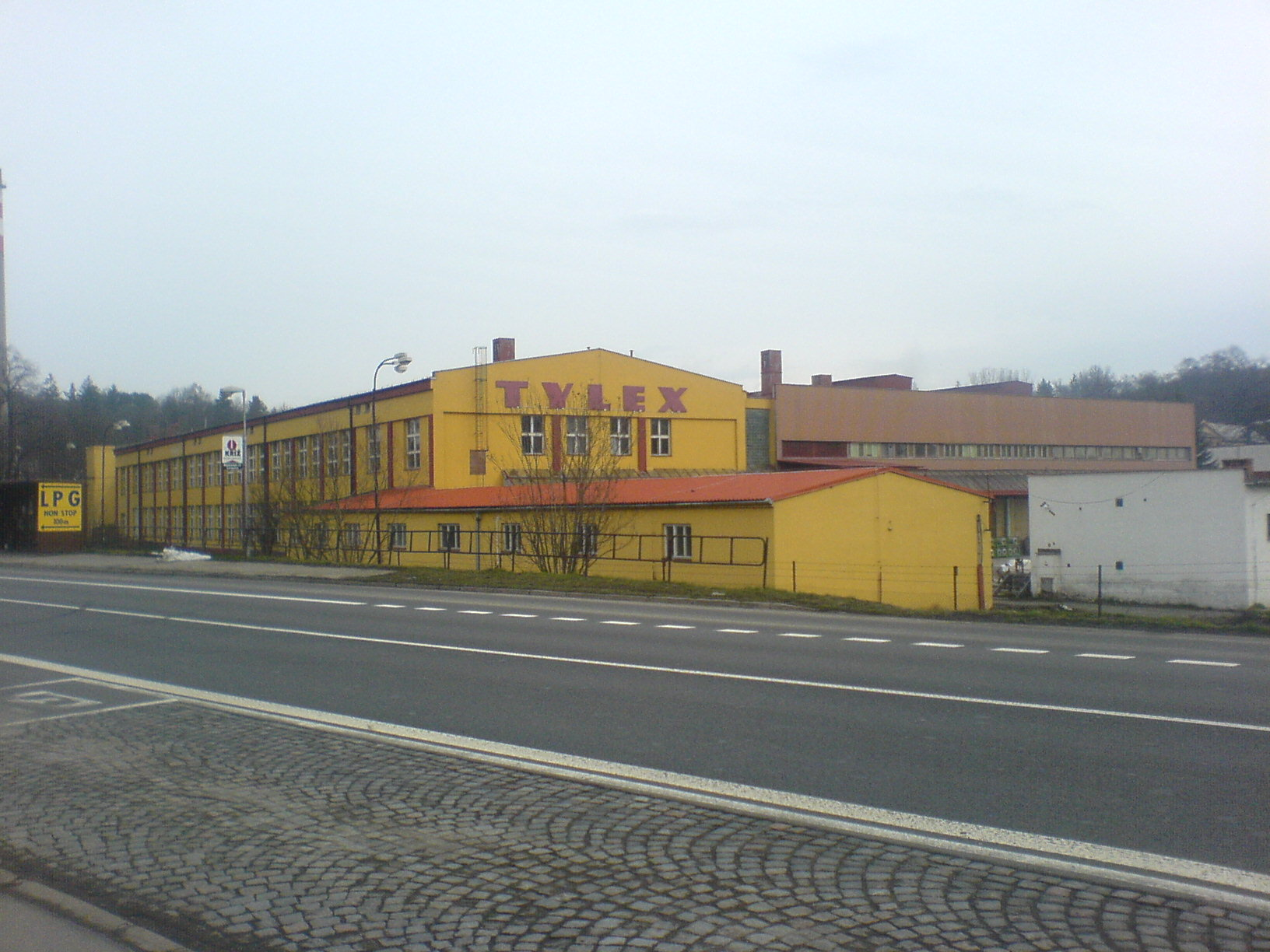
Část budov firmy Tylex v Letovicích (2007)

V roce 1948 byl založen národní podnik Tylex, ve kterém byly k bývalé Faberově firmě připojeny zestátněné závody v Drnovicích, Podivíně, Kamenici nad Lipou a v Kraslicích. Jako jeden jen ze dvou podniků tohoto druhu v Československu (vedle Krajky v Kraslicích) měl Tylex za úkol vyrábět tyl, krajky, záclony, výšivky a dekorační látky.
V 60. letech se vyrábělo ročně asi 1,6 milionu metrů záclon a 40 000 metrů paličkovaných krajek, z toho šlo asi 50 % na export, hlavně o východoevropských zemí. Záclonovina se vyráběla z velké části (až do roku 1998) na bobinetech pocházejících ze začátku století. Teprve v polovině 60. let byla rozšířena výrobní plocha o 2000 m², instalováno asi 25 rašlů (několikanásobně produktivnějších pletacích strojů) a modernizována zušlechťovna. V roce 1988 měl Tylex 1642 zaměstnanců, z toho asi 85 % žen.
V roce 1990 byl Tylex privatizován, ze státního podniku se stala v roce 1991 akciová společnost se základním kapitálem cca 231 milionů Kčs.
Podmínky k podnikání v textilním oboru se od začátku 90. let značně zhoršily zejména podstatným zesílením tlaku konkurence a omezenými možnostmi financování. Pobočné závody Tylexu byly postupně odprodány, pozemek firmy obnášel potom 162 000 m² se zastavěnou plochou 41 000 m². Počet zaměstnanců se snížil do roku 1998 asi na 1000 a do roku 2009 na 144.
Prodejní sortiment např. v roce 2008 (tržby v %): záclonovina 54, krajky 22, technické síťoviny 8, (oděvní) osnovní úplety 7, ostatní 9.
Tržby se snížily z 230 milionů v roce 2006 na 160 milionů Kč v roce 2008, základní kapitál se po dočasném zvýšení snížil v roce 2009 na 128 milionů Kč. Provozní ztráty obnášely v roce 2006 cca 20 milionů a v roce 2008 cca 92 milionů Kč. Akcie firmy vlastnila z 61 % investiční společnost SINIDAT, 39 % patřilo soukromým osobám.
V roce 2015 se stala (za 15 milionů Kč) jediným majitelem Tylexu investiční společnost BANAL. V roce 2017 měl podnik 105 zaměstnanců, hodnota majetku se odhadovala na 13,8 milionů, dluhy na 18,3 milinů Kč. Základní kapitál se snížil ze 27 milionů (2019) na 11,2 milionů Kč v roce 2021. V listopadu 2023 byl úředně ohlášen konkurs.
Areál Tylexu získalo z konkursní masy město Letovice, od kterého ho odkoupila v srpnu 2024 za 49 milionů Kč společnost Ronytrans, která zde plánuje (podle vyjádření mluvčího firmy) obnovení textilní výroby. V srpnu 2025 začal podnik po roční odstávce opět fungovat.